# Kris Declercq
Kris Declercq (Oostende, 12 juni 1972) is een Belgisch CD&V-politicus en burgemeester van de West-Vlaamse stad Roeselare sinds 2016.

## Biografie
Declercq volgde lager en middelbaar onderwijs aan het Klein Seminarie Roeselare en ging daarna rechten studeren aan de KULAK in Kortrijk en de Katholieke Universiteit Leuven, waar hij in 1995 zijn licentie behaalde. Nadien volgde hij in 1996 een Master of Law met als specialisatie internationaal en grondwettelijk recht aan de Universiteit van Stellenbosch in Zuid-Afrika en in 1997 een postgraduaat in de internationale betrekkingen aan de KU Leuven. Hij werd beroepshalve advocaat, eerst van 1998 tot 2002 in Kortrijk en daarna sinds 2002 in Roeselare. In 2007 werd hij zelfstandig advocaat. Hij specialiseerde zich in administratief recht, handelsrecht en strafrecht.
Zijn eerste stappen in de politiek deed hij van 1997 tot 1998 als jurist op het kabinet van toenmalig minister van Justitie Stefaan De Clerck, waar hij mee zijn schouders zette onder de grote justitiehervorming na de zaak-Dutroux. Na het ontslag van De Clerck als minister werkte hij van 1998 tot 2000 als diens parlementair medewerker. Nadien was hij van 2000 tot 2004 werkzaam voor de Senaatsfractie van CD&V, eerst als medewerker voor institutionele hervormingen en vervolgens van 2002 tot 2004 als fractiesecretaris. Daarna was hij van 2004 tot 2007 adjunct-kabinetschef van de Vlaams ministers-presidenten Yves Leterme en Kris Peeters.
Vervolgens was Declercq van 2008 tot 2011 raadgever op de kabinetten van eerste ministers Yves Leterme en Herman Van Rompuy. In 2009-2010 was hij tevens raadgever van koninklijk ontmijner Jean-Luc Dehaene, die belast was met het uitwerken van de splitsing van de kieskring Brussel-Halle-Vilvoorde. Tijdens de lange regeringsformatie van 2010-2011 schreef Declercq samen met zijn partijgenoten Servais Verherstraeten en Benjamin Dalle mee aan de teksten voor het Vlinderakkoord, de zesde staatshervorming. Na de installatie van de regering-Di Rupo was hij van 2011 tot 2014 raadgever op het kabinet van Servais Verherstraeten, die in deze regering staatssecretaris voor Staatshervorming was.
In 2002 werd Kris Declercq voorzitter van de Jong CD&V-afdeling in Roeselare en van 2004 tot 2006 was hij voorzitter van de lokale CD&V-afdeling. In oktober 2006 stelde Declercq zich voor de eerste keer kandidaat bij de gemeenteraadsverkiezingen in Roeselare. Hij werd verkozen in de gemeenteraad en werd begin 2007 schepen van Cultuur, Toerisme, Economie en Ruimtelijke Planning. Na de gemeenteraadsverkiezingen van 2012 bleef hij schepen, met de bevoegdheden Ruimtelijke Planning, Cultuur, Toerisme, Ondernemen en Werk. Hij bleef schepen tot in maart 2016 en volgde toen zijn partijgenoot Luc Martens op als burgemeester van de stad. Na de gemeenteraadsverkiezingen van oktober 2018 en die van oktober 2024 kon hij deze functie behouden.
Bij de Vlaamse verkiezingen van juni 2024 stond Declercq als eerste opvolger op de CD&V-lijst in de kieskring West-Vlaanderen. In oktober 2024 kwam hij effectief in het Vlaams Parlement als opvolger van Vlaams minister Hilde Crevits. Hij werd er vast lid van de commissie Binnenlands Bestuur en Inburgering.